# Вангуну
Вангуну (англ. Vangunu) — вулканический остров в группе островов Нью-Джорджия в архипелаге Соломоновы острова. Административно входит в состав Западной провинции меланезийского государства Соломоновы Острова.

## География

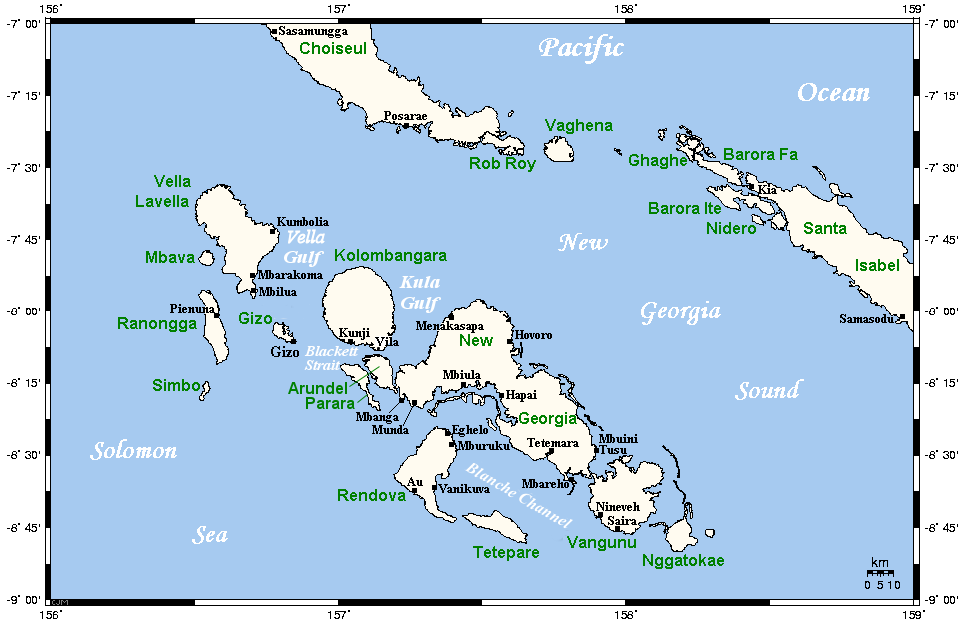
Карта островов Нью-Джорджия.

Остров Вангуну расположен в южной части Тихого океана в островной группе Нью-Джорджия архипелага Соломоновы острова. К северо-западу от острова расположен остров Нью-Джорджия, к западу — остров Рендова, северо-востоку — остров Санта-Исабель, к юго-востоку — острова Расселл и остров Гуадалканал.
Вангуну представляет собой вулканический остров, окружённый в некоторых местах коралловым рифом и напоминающий по форме овал. Вангуну состоит из сильно рассечённого вулканического конуса с большим кратером. Высшая точка острова, гора Вангуну, достигает 1082 м. К северо-востоку расположена лагуна Ровиана.
Климат на острове влажный, тропический. Вангуну подвержен землетрясениям и циклонам.

## История
15 марта 1893 года над островом был установлен протекторат Британской империи
 и до 1971 года был частью Британских Западно-Тихоокеанских Территорий.
В годы Второй мировой войны, 30 июня 1943 года, американцы начали высадку на северную оконечность островов Рендова и Вангуну.
С 1978 года остров Вангуну является частью государства Соломоновы Острова.

## Население
В 1999 году численность населения острова составляла 2212 человек. Островитяне разговаривают на двух меланезийских языках: марово (8094 носителей в 1999 году; распространён также в южной части острова Нью-Джорджия, острове Нггатокаэ) и вангуну (907 носителя в 1999 году; распространён в северной части острова).

## Экономика
Основное занятие местных жителей — сельское хозяйство и рыболовство.